# Aalborg Historiske Museum
Aalborg Historiske Museum er kulturhistorisk museum for Aalborg og den sydlige del af Nordjyllands Amt. Museet er en afdeling af Nordjyllands Historiske Museum med beliggenhed i Aalborgs bymidte i Algade 48.
Museet fortæller om Aalborg og omegns historie fra jernalderen til nutiden. Museet har skiftende udstillinger om lokal- og kulturhistorie, men er især kendt for sin velbevarede panelstue fra 1602 og sin glas- og sølvudstilling.
Museet blev stiftet i 1863 og har til huse i en bygning fra 1878 (udvidet 1893) i Algade i Aalborg.

## Museets historie
Aalborg Historiske Museum blev stiftet i 1863 af en aalborgensisk museumsforening. Museet åbnede d. 9. juni 1863, i lejede lokaler i Aalborg, bl.a. i Nørregade. I 1874 startede et samarbejde med Aalborg Kunstforening, for at opføre en fælles museumsbygning, der med en donation af grunden på Algade 46-48 fra Aalborg Kommune, blev den museumsbygningen opført og museet åbnede i juli 1879. I 1893 blev bygningen udvidet til den bygningen som den fremstår i dag .
Indtil 1972 fungerede Aalborg historiske museum også som kunstmuseum, der blev flyttet til Nordjylland Kunstmuseum, i det dengang nyopførte KUNSTEN i Aalborg.

## Udstillinger
Museets udstillinger dækker Aalborgs udvikling igennem forskellige tidsperioder, heriblandt vikingetiden, middelalderen, renæssancen og industrialiseringen. Herudover råder museet også en samling af glas- og sølvgenstande.
Om Aalborgs tidligste historie fra 750-1574 er udstillingen om Gavlhuset. Denne udstilling tager udgangspunkt i en arkæologisk udgravning i 2007-2008, på Algade 9, hvor et gavlhus fra 1574 var beliggende. Udstillingen fortæller om Aalborgs oprindelse som handelsplads, og byens udvikling fra vikingetiden til og med middelalderen. Udstilling viser artefakter fra de fire grubehuse på Algade 9, der blev fundet under udgravningen , bl.a. en ravring dateret til 900-tallet samt forskellige mønter, ler-, sten- og bronzegenstande.
Museets udstilling om Nordjylland i renæssancen, fortæller bredt om, borgernes hverdag i fra 1536-1660 . Yderligere udstiller museet også en renæssancepanelstue; Aalborgstuen fra 1602. Museet har også udstillinger om livet i Aalborg i 1900-tallet, heriblandt om 2. verdenskrig samt industrialiseringens indflydelse på Aalborg frem til i dag.

## Særlige genstande

### Aalborgstuen fra 1602
Aalborgstuen er et kaldenavn for en velbevaret panelstue fra renæssancen. Panelstuen er opført i ege- og fyrretræ og har oprindeligt været opført i et gavlhus, der var beliggende på hjørnet af Østerågade og Ved Stranden i Aalborg. Panelstuen blev overflyttet til museet, overdraget af Aalborg Håndværkerforening, der havde overtaget ejerskabet af ejendommen i 1866.
Panelstuen har været udstillet på museet i over 100 år.

### Sønderholm-damen
Sønderholm-damen, der er udstillet på museet, er en grav fra omkring år 400, der blev fundet og udgravet i 1973. I graven er skelettet af en omtrent 40 årig kvinde, resterne af et brystsmykke bestående bronzenåle og perler fra rhin-egnene og samt et kar.

## Galleri
- Indgangen ved Aalborg Historiske museum
- Aalborg Historiske Museum i 1893 inden udvidelsen, Foto:Gotfred Jensen, Aalborg Stadsarkiv
- Gammel Mølle malet af vinhandler Bock c. 1830
- Loftpanel i Aalborgstuen, 1602